# Léon et Marcel Lamaizière
Pierre Lamaizière dit Léon et son fils Marcel sont deux architectes de la fin du XIXe siècle et du début du XXe qui ont marqué le paysage urbain stéphanois, mais également de nombreux bâtiments en France comme les Nouvelles Galeries.

## Biographie

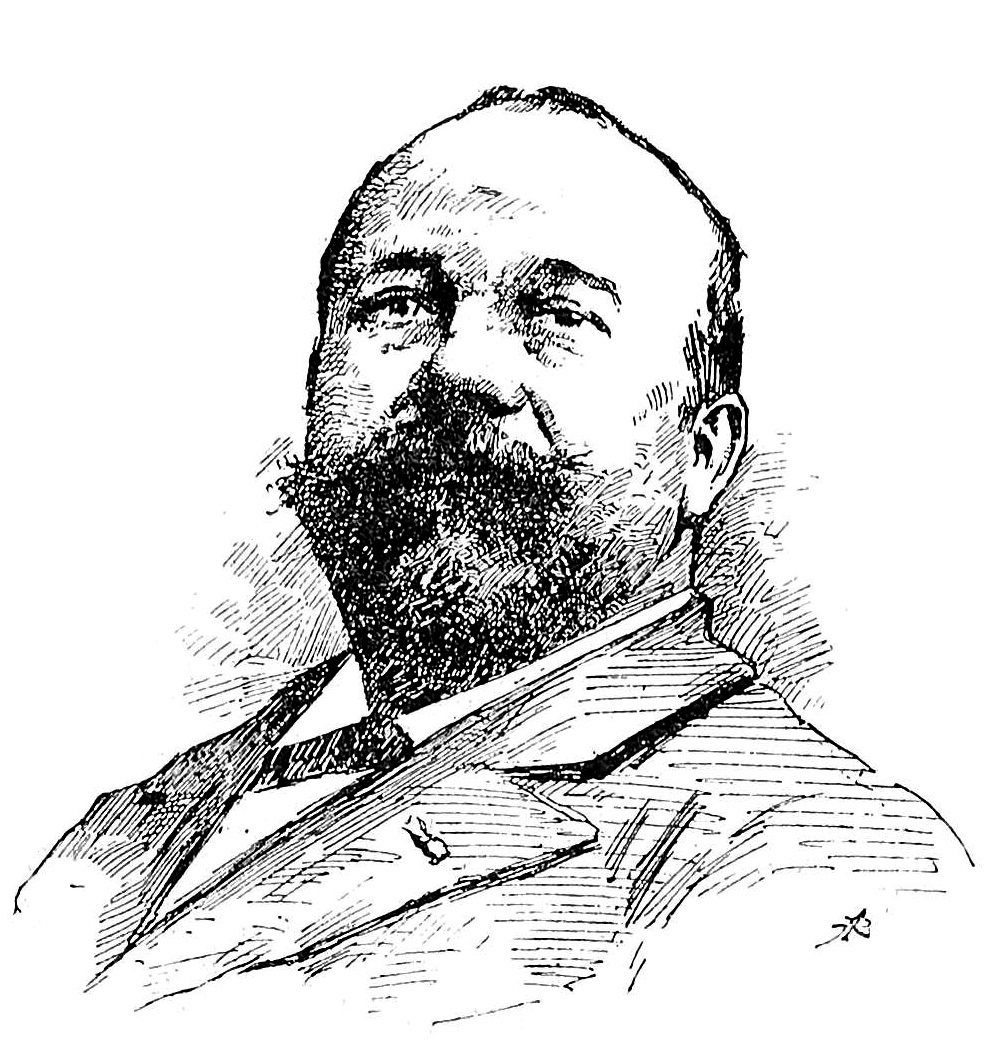
Pierre, dit Léon Lamaizière, architecte en chef de la ville de Saint-Étienne (d'après Auguste Berthon, 1898).

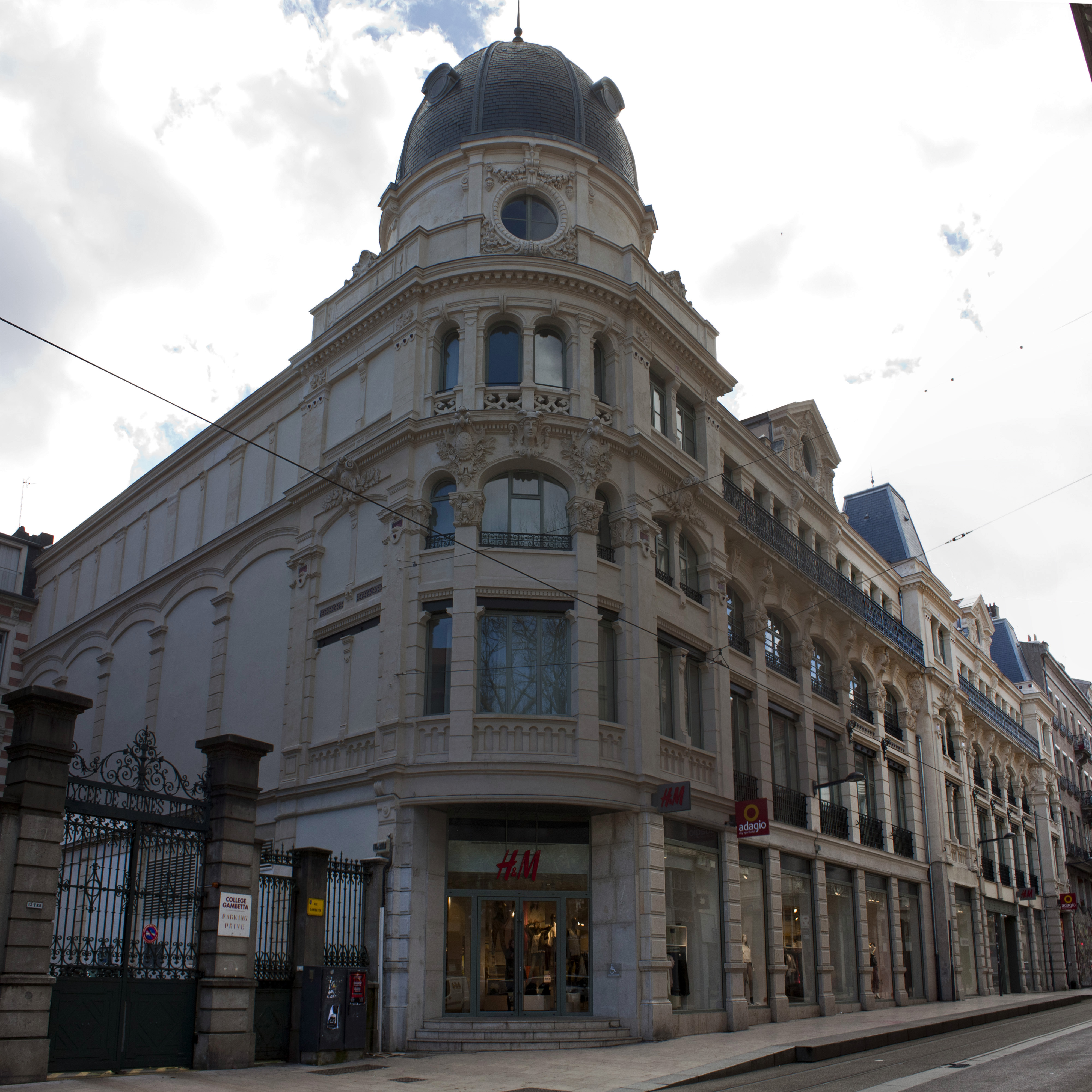
Les Nouvelles Galeries, rue Gambetta à Saint-Étienne.

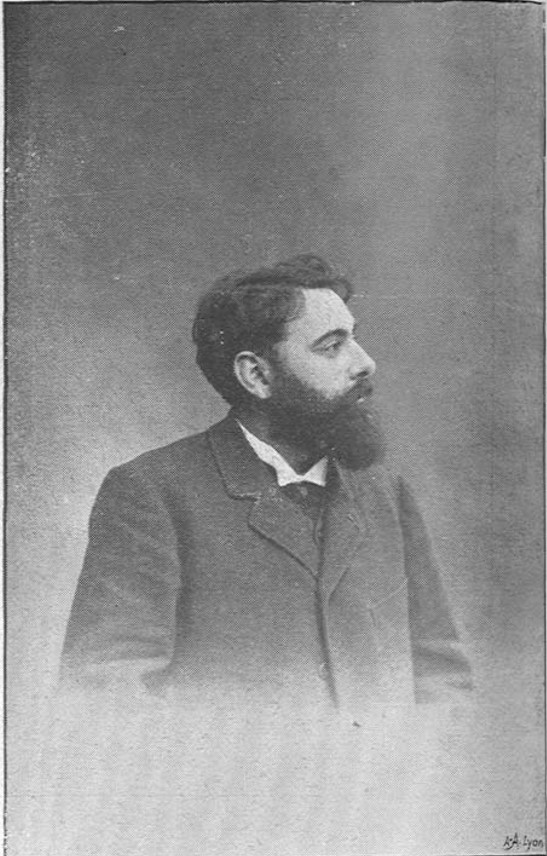
Marcel Lamaizière, fils de Léon.

Pierre Lamaizière, né à Saisy (Saône-et-Loire) le 25 mars 1855, est le fils de Jean Lamaizière, cultivateur, et de Claudine Royer. Il entre en 1874 comme dessinateur au bureau d’architecture de la ville de Saint-Étienne. Sa carrière est rapide : en 1880, il ouvre une agence d’architecture rue Marengo et en 1885 il est nommé architecte en chef de la ville. En 1902, il quitte son poste d'architecte de la ville et ouvre une nouvelle agence plus grande au 5, place Mi-Carême (actuelle place Jean-Plotton).
Son fils, Marcel Claude Léon Lamaizière, né de sa première femme Jeanne Bernard à Saint-Étienne (Loire) le 23 avril 1879, dans le domicile familial au 20, rue Marengo et parti à Paris pour l'école des Beaux-Arts, rejoint son père en 1905, juste après son mariage avec Juliette Lucile Mongredien.
Les Lamaizière œuvrent en particulier à la décoration intérieure et à la réalisation des façades. Ils se distinguent dans de nombreux domaines architecturaux : maisons, hôtels particuliers, logements sociaux, édifices industriels, magasins... Le père, architecte de formation, s'occupe plutôt de la conduite de chantier et de la négociation, tandis que le fils, artiste de formation, se charge plutôt du dessin.
Marcel Lamaizière meurt toutefois le 5 novembre 1923 et son père cède, deux ans plus tard, l'agence à deux de leurs collaborateurs  Pierre Mas et Francisque Martin. À la fin de sa vie, il se retire à Annecy où il meurt le 23 septembre 1941.

## France

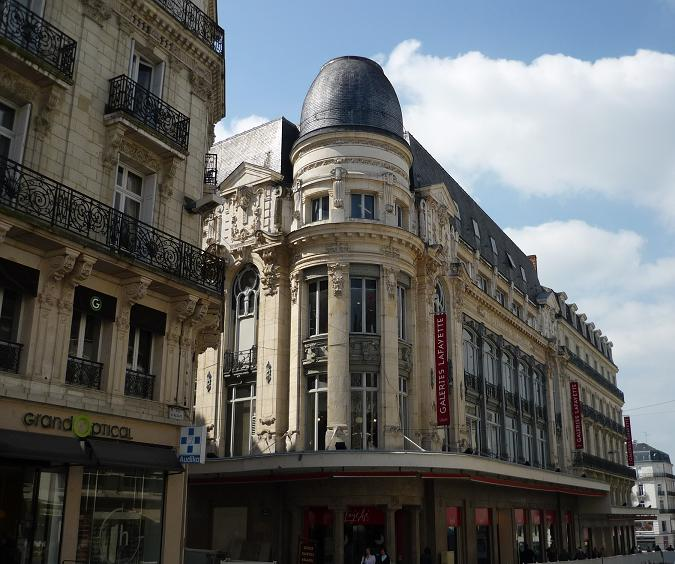
Les Nouvelles Galeries à Angers.

Les architectes ont réalisé des œuvres dans toute la France :
- Magasins :
  - Les Nouvelles galeries d'Agen entre 1911 et 1913[4]
  - Les Nouvelles Galeries d'Angers en 1903[5]
  - Les Nouvelles Galeries de Pau en 1908[6]
  - Les Nouvelles Galeries de Béziers en 1910[7]
  - Les Nouvelles Galeries de Bordeaux[8]
  - Galeries de Jaude de Clermont-Ferrand en 1907[9]
  - Les Magasins Modernes de Dijon en 1924[10]
  - Les Nouvelles Galeries de Marseille en 1902[11]
  - Les Magasins Modernes de Montélimar en 1915[12]
  - Les Nouvelles Galeries de Moulin en 1914[13]
  - Les Magasins Modernes de Reims en 1910[14]
  - Les Nouvelles Galeries de Toulouse en 1911[15]

## Saint-Étienne
Les architectes ont réalisé plus d'une trentaine d’œuvre dans la ville de Saint-Étienne. 
- Bâtiments d'habitation :

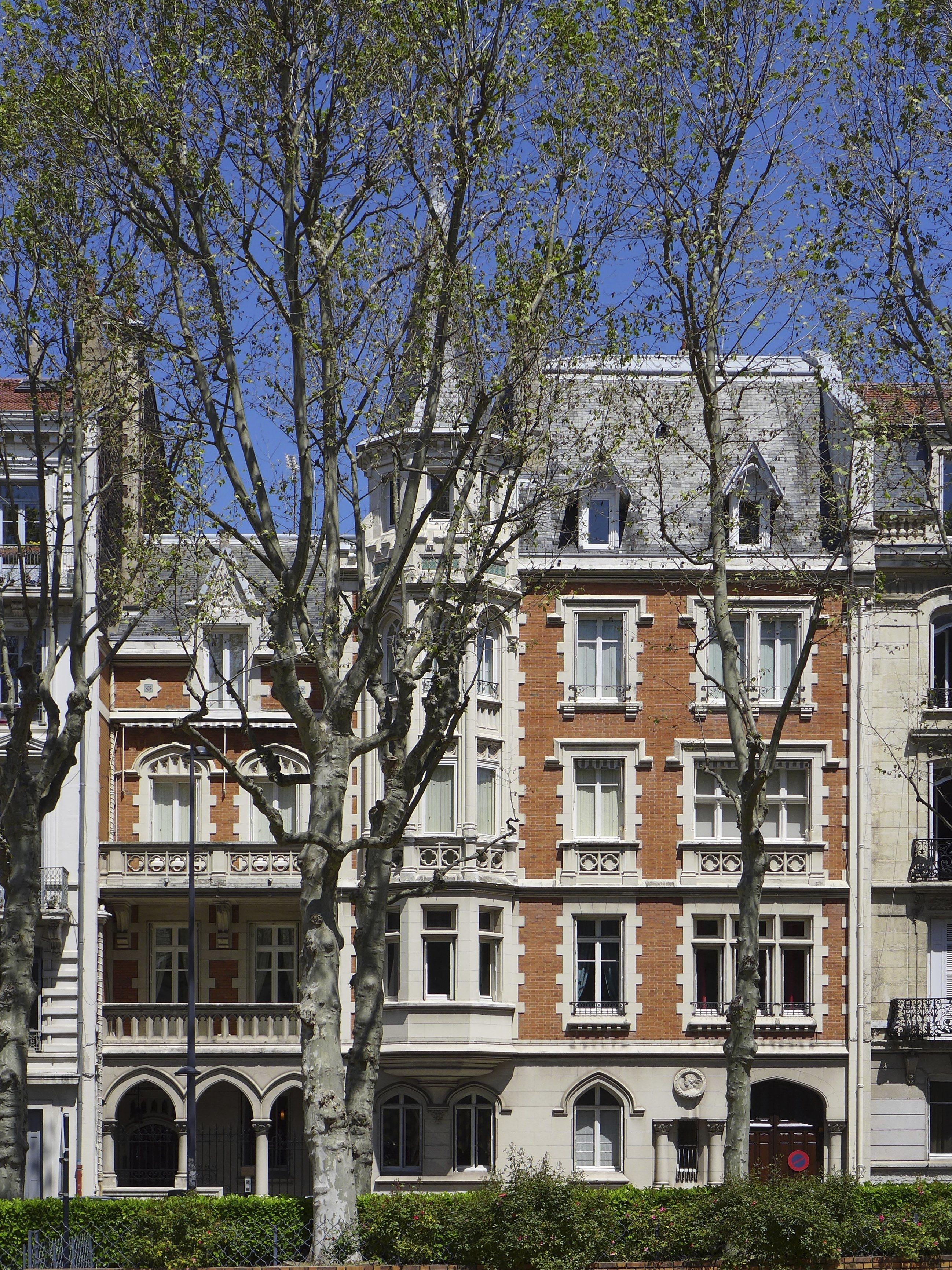
Le palais Mimard, sur la place Badouillère.

  - Hôtel David puis « Palais Mimard » (place Anatole-France) en 1893-1894, 1905.
  - Villa Brossy « Les Agrèves » (rue Émile-Clermont) en 1895-1896.
  - Maison et atelier Bacciano (5, rue Denis-Papin) en 1906.
  - Hôtel Colcombet (rue du Lieutenant-Morin) (ancienne bibliothèque municipale) en 1912-1914.
  - Immeuble Cote (rue de la République) en 1894.
  - Immeuble Oehler (bis rue de la République) en 1895-1896.
  - Immeuble Serre (place Anatole-France) en 1896-1897.
  - Immeuble David (allée du Rond-Point) en 1897-1899.
  - Immeuble Chapelon (place Jean-Jaurès) en 1899-1900.
  - Immeuble Chavanis (rue Louis-Braille) en 1904-1905.
  - Immeuble Pansier (rue Pierre-Bérard) en 1905-1906.
  - Immeubles modernes (avenue de la Libération) en 1907-1908, 1910-1911.
  - Immeuble Bancel (rue du 11 novembre) en 1903-1904.

- Magasins :
  - Nouvelles Galeries (rue Gambetta) en 1894-1895. Ils ont réalisé un tiers des magasins des Nouvelles Galeries de France.
  - Bar Cote-Bluzet (place Dorian) en 1894.
  - Hôtel des Arts (rue Saint-François) en 1896.

- Édifices industriels : 

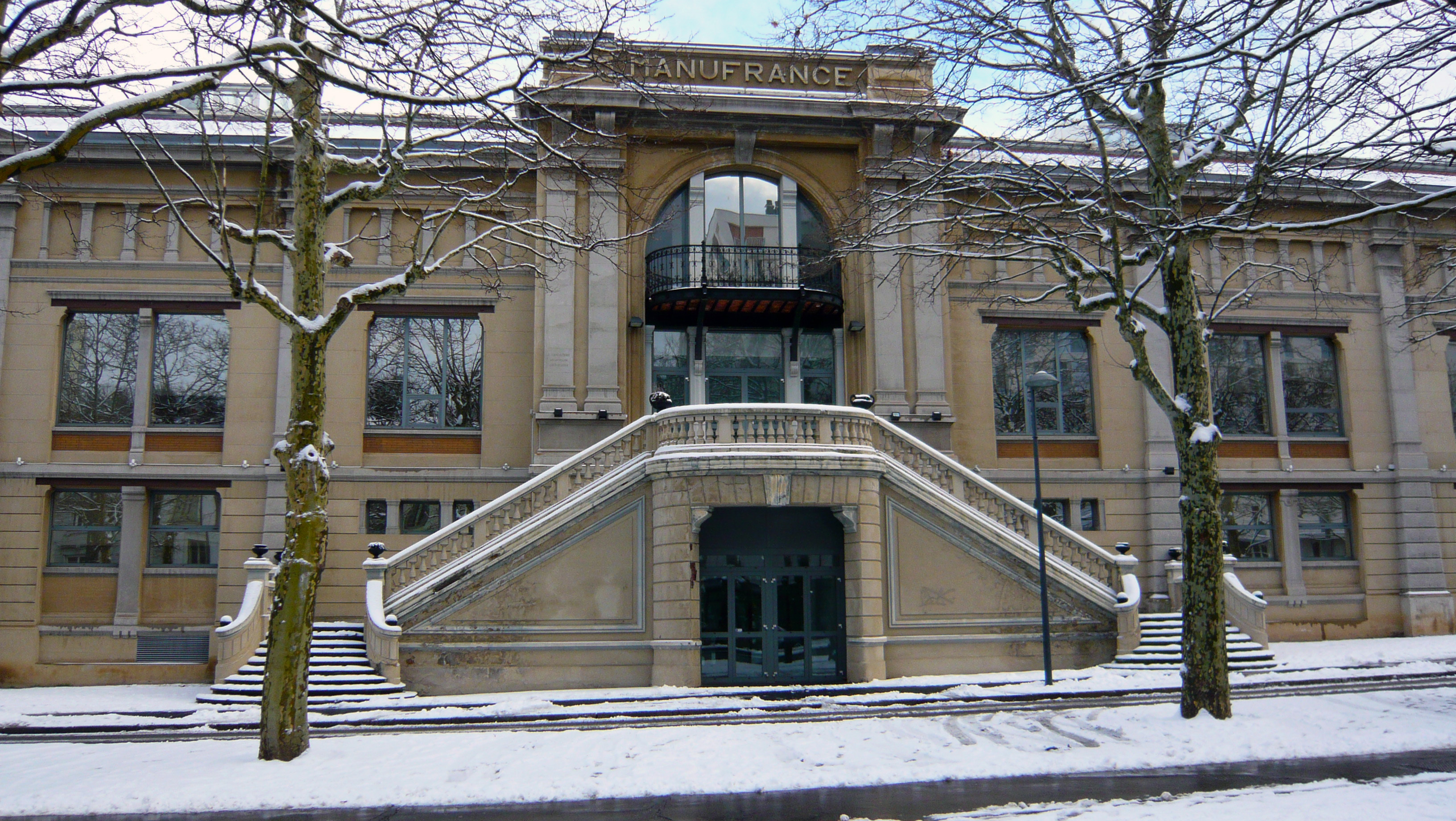
Façade du bâtiment principal de Manufrance, situé sur le cours Fauriel.

  - Usine Brossy (rue Gutenberg) en 1890.
  - Usine Forest et Cie (rue Buisson) en 1890-1891.
  - Manufrance (cours Fauriel) en 1893-1920.
  - Recette Colcombet (rue de la Résistance, Bureau d'Hygiène) en 1894.
  - Usine La Chaléassière, Leflaive et Bietrix en 1903-1919.
  - La Condition des Soies (rue d'Arcole) en 1909-1910.

- Bâtiments publics et sièges de sociétés :Bâtiment de la Loire républicaine, place Jean-Jaurès.

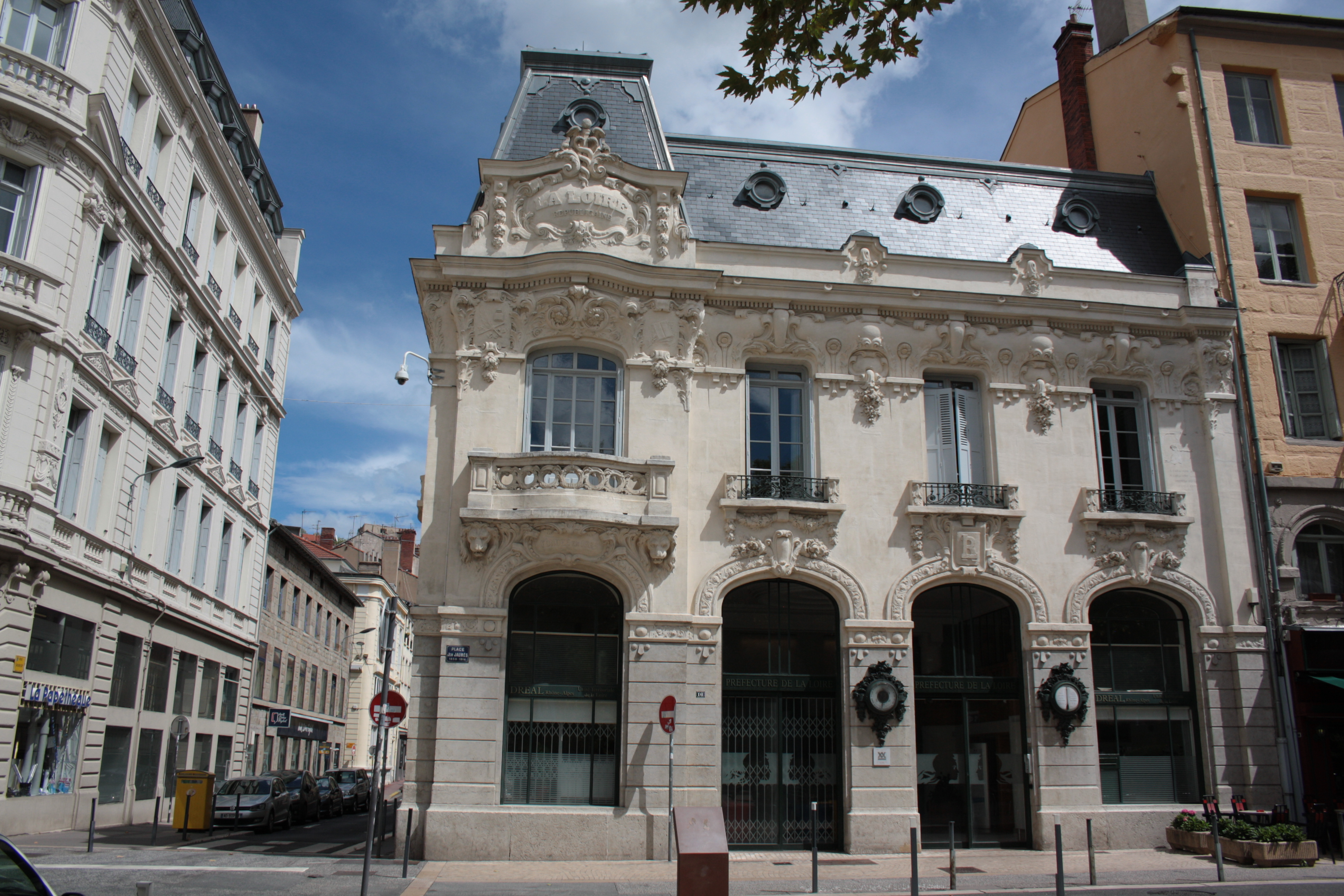
Bâtiment de la Loire républicaine, place Jean-Jaurès.

  - Transformation et agrandissement du lycée Gambetta en 1893-1895
  - Hôpital de Bellevue (boulevard Pasteur) en 1895-1900.
  - Hospice de la Charité (rue Badouillère) en 1900
  - Bourse du Travail (cours Victor-Hugo) en 1901-1902.
  - Mairie de Terrenoire en 1901-1902.
  - Bâtiment de La Loire républicaine (place Jean-Jaurès) en 1907-1908.
  - La Société des Houillères devenue Grand Hôtel (avenue de la Libération) en 1913-1914, 1923
  - l'école de la Baraillère à Saint-Jean-Bonnefonds[16]

- Monuments : 
  - Monument Dorian en 1905.
  - Monument Francis Garnier en 1902.

## Héritage
En 1988, un fonds de 50 000 plans et 800 dossiers est déposé aux archives municipales de Saint-Étienne par l'architecte Michel Goyet ; il constitue la somme des travaux des Lamaizière et de leurs successeurs.
Une rue de Saint-Étienne porte le nom de Léon Lamaizière, en face de la gare de la Terrasse.